# Volcán de Fuencaliente
El volcán de Fuencaliente fue un volcán que entró en erupción en 1677 en la isla de La Palma ―Canarias, España―, siendo una de las diecisiete erupciones históricas habidas en el archipiélago.
Tradicionalmente se ha asociado la erupción de 1677 con el volcán de San Antonio, pero estudios geológicos modernos han confirmado que este último es un cono volcánico con miles de años de antigüedad.

## Características
Se trata de un volcán ubicado al sur de la localidad de Los Canarios, en el municipio de Fuencaliente de La Palma, a unos 630 m s. n. m. Esta zona forma parte del complejo volcánico o dorsal de Cumbre Vieja, que es la parte geológicamente más joven de la isla y que se encuentra estructurada en un eje eruptivo activo de dirección norte-sur.
No posee conos volcánicos destacables, existiendo un pequeño cráter adosado al cono del volcán de San Antonio en su parte norte y varios más en su vertiente sur.

## Erupción volcánica de 1677
Su erupción se inició el 17 de noviembre de 1677 tras varios días de temblores de tierra, abriéndose hasta 18 bocas eruptivas y estando activa hasta el 21 de enero de 1678. Sus lavas provocaron coladas basálticas que cubrieron 6.500.000 m² de superficie, creando la plataforma costera o isla baja al pie del acantilado desde la Punta Larga al oeste hasta la punta de la Tormenta al este, parte de las cuales fueron cubiertas posteriormente por la erupción del Teneguía de 1971.
La erupción provocó la muerte de cuatro personas y numerosos daños a tierras de cultivo, así como el derrumbe de la espadaña de la iglesia de san Antonio abad y la destrucción de algunas viviendas. Sin embargo, el daño más importante para la población fue la desaparición de la conocida como Fuente Santa, un manantial de aguas termales con propiedades curativas que era frecuentado por visitantes de toda Europa.